# Wolfgang Jäger (Philologe)
Wolfgang Jäger (* 22. Dezember 1734 in Nürnberg; † 30. Mai 1795 wohl in Altdorf bei Nürnberg) war ein deutscher klassischer Philologe, Historiker und Hochschullehrer.

## Leben
Wolfgang Jäger war der einzige Sohn des Gold- und Silberdrahtziehers Johann Georg Jäger und seiner Frau Kunigunda, geborene Wagner, und eigentlich für das elterliche Gewerbe in Nürnberg bestimmt gewesen. Der Junge widmete sich jedoch lieber seinen geistigen Interessen und entschied sich für eine akademische Laufbahn. Er absolvierte nach den niederen Schulen ab 1749 das Nürnberger Gymnasium und zeigte dort eine Neigung zum Studium, die fortan vom damaligen Rektor der Schule Nicolaus Schwebel Förderung fand. Deshalb wechselte er 1752 an die naheliegende Universität Altdorf. Der Student der Philologie wurde bei deren Gründung 1756 Mitglied einer von Georg Andreas Will gegründeten Sprachgesellschaft, der Altdorfer Deutschen Gesellschaft. 1758 schloss er seine Universitätsstudien ab und kehrte nach Nürnberg zurück. Dort gab er in der folgenden Zeit Privatunterricht.
Jäger erhielt 1762 eine Anstellung am Nürnberger Gymnasium und wurde 1767 deren Konrektor. Allerdings griff ihn die Schulpraxis zu sehr an. Bereits 1772 hatte er von der Philosophischen Fakultät der Universität Altdorf die Magisterwürde erhalten, 1773 folgte der Ruf als außerordentlicher Professor der abendländischen Sprachen. 1786 wurde er ordentlicher Professor der Fakultät und bekam zudem die Professur der Poesie übertragen. Nachdem Johann Andreas Michael Nagel 1788 verstorben war, übernahm er außerdem die Professur der Beredsamkeit und die Direktion dessen Lateinischer Gesellschaft. Als auch Will nicht mehr in der Lage war, seine Professur voll auszufüllen, übernahm er auch Vorlesungen der Geschichte.
Jäger blieb wegen seiner angegriffenen Gesundheit unverheiratet. Er wird als zurückgezogener Gelehrter beschrieben, der allerdings Studenten bei sich auf eigene Kosten verköstigte. Außerdem erfreuten sich seine historischen Vorträge großer Beliebtheit. Jäger wurde am 2. Juni 1795 in Altdorf bei Nürnberg beigesetzt.

## Werke (Auswahl)
Wolfgang Jäger gilt als Begründer der modernen Konradin-Forschung. Neben einer Übersetzung der Römischen Panegryiker 1779/80 schrieb er unter anderem:
- Vermischte Aufsaetze in spanischer Prose, Mit beygefügter Erklaerung der schwerern Woerter und Redensarten zur Übung für Anfaenger. Frankfurt und Leipzig 1779.
- Geographisch-Historisch-Statistisches Zeitungs-Lexicon. 2 Bände, Grattenauer, Nürnberg 1782–1784.
- De rebvs Conradi Stavfensis, vltimi Dvcis Sveviae, ope scriptorvm fide dignissimorvm et diplomatvm illvstratis. Altdorfii typis Meyerianis [Johann Paul Meyer, Altdorf b.Nürnberg] 1778.
- Commentatio de rebvs Conradi Stavfensis, vltimi Ducis Sveviae, ope scriptorvm fide dignissimorvm et diplomatvm illvstratis. Norimbergae, Impensa Bibliopolii Lochneriani [Lochner, Nürnberg] 1778.
- Geschichte Conrads II., Königs beyder Sicilien und Herzogs in Schwaben. Nürnberg, Grattenauer 1787.
- Sammlung historischer Aufsätze. 2 Bände, Nürnberg und Altdorf b.Nürnberg 1792–1795.